# Bœuf haché

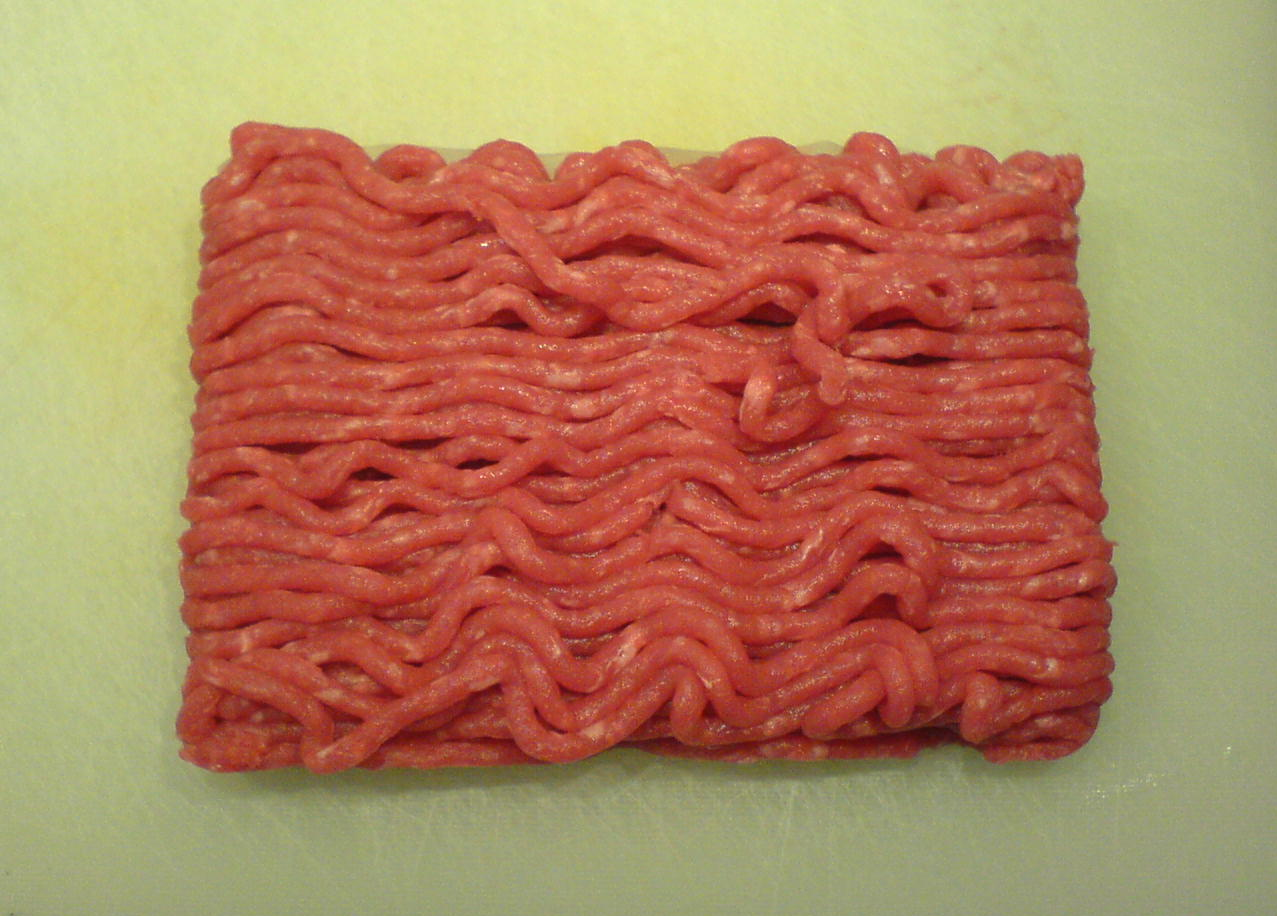
Bœuf haché cru.

Le bœuf haché est un type de préparation de viande bovine faite au hachoir manuel ou électrique par un cuisinier, un boucher ou au sein de l'industrie agroalimentaire. Elle peut être utilisée comme base dans de nombreuses recettes, telle quelle et assaisonnée, servir de base à une sauce (sauce bolognaise) ou consommée crue (filet américain ou steak tartare).

## Hygiène
Le bœuf haché (et la viande hachée en général) est susceptible d'être rapidement oxydé ou infecté par des bactéries comme la salmonelle. Il doit être impérativement conservé au froid et consommé fraîchement haché.

## Steak tartare

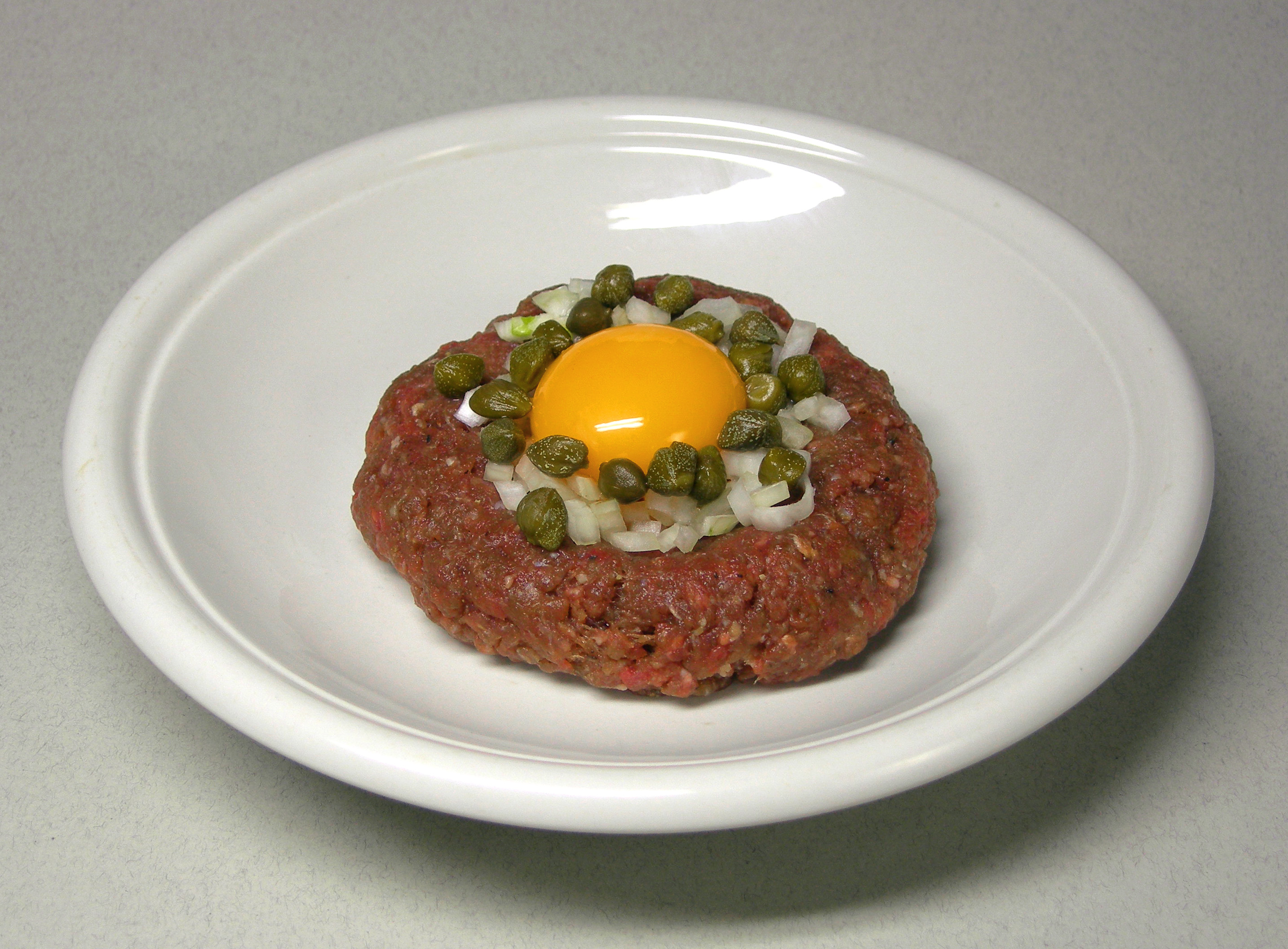
Steak tartare.

Le steak tartare est un plat à base de bœuf haché cru très frais. La fraîcheur de l'ingrédient principal est primordiale pour éviter tout problème sanitaire, l'absence de cuisson ne permettant pas de détruire les éventuelles bactéries. La fraîcheur du hachage a également une importance pour le goût.
La viande est relevée par divers condiments : câpres, moutarde, ketchup, sauce Worcestershire, oignons, sel, poivre et Tabasco. Le steak tartare est servi généralement avec des frites, souvent avec un jaune d'œuf cru.
Le « filet américain » en Belgique et dans le nord de la France est également à base de viande de bœuf cru, mais l'assaisonnement diffère du tartare. Il ne faut pas confondre le « filet américain » avec l'« américain », synonyme de mitraillette.